# Gopo pentru cea mai bună imagine
Gopo pentru cea mai bună imagine este un premiu acordat în cadrul galei Premiilor Gopo.
Câștigătorii și nominalizații acestei categorii sunt:

## Anii 2000
- 2007 Marius Panduru - Ryna
  - Alexandru Sterian - Legături bolnăvicioase
  - Tudor Lucaciu - Hârtia va fi albastră

- 2008 Oleg Mutu - 4 luni, 3 săptămâni și 2 zile
  - Liviu Mărghidan - California Dreamin' (Nesfârșit)
  - Silviu Stavilă - Îngerul necesar

- 2009 Marius Panduru - Restul e tăcere
  - Tudor Lucaciu - Boogie
  - Vivi Drăgan Vasile - Nunta mută

## Anii 2010
- 2010 Marius Panduru - Polițist, adjectiv
  - Dan Alexandru - Cele ce plutesc
  - Dinu Tănase - Călătoria lui Gruber
  - Márk Györi - Katalin Varga
  - Vivi Drăgan Vasile - Cealaltă Irina

- 2011 Liviu Mărghidan - Portretul luptătorului la tinerețe
  - Marius Panduru - Eu când vreau să fluier, fluier
  - Tudor Mircea - Morgen
  - Tudor Lucaciu - Marți, după Crăciun
  - Vivi Drăgan Vasile - Caravana cinematografică

- 2012 Marius Panduru  – Periferic
  - Dan Alexandru  – Ceva bun de la viață
  - Dusan Joksimovic  –  Dacă bobul nu moare
  - Radu Aldea  –  Bună! Ce faci?
  - Viorel Sergovici  – Aurora

- 2013 Adrian Silișteanu  – Undeva la Palilula
  - Liviu Mărghidan  – Tatăl fantomă
  - Ovidiu Gyarmath  – Și caii sunt verzi pe pereți

- 2014 Oleg Mutu  – La limita de jos a cerului
  - Andrei Butică  – Câinele japonez
  - Adrian Silișteanu  – Domestic
  - Tudor Mircea  – Rocker
  - Vivi Drăgan Vasile  – Sunt o babă comunistă

- 2015 Marius Panduru  – Closer to the Moon
  - Pătru Păunescu  – Ana
  - George Dăscălescu  – O poveste de dragoste, Lindenfeld
  - Mihai Sărbușcă  – Poarta Albă
  - Vivi Drăgan Vasile  – Q.E.D.

- 2016 Marius Panduru  – Aferim!
  - Andrei Butică  – Acasă la tata
  - Daniel Kosuth  – Lumea e a mea
  - Tudor Lucaciu  – Un etaj mai jos
  - Liviu Pojoni jr.  – București NonStop

- 2017 Andrei Butică  – Câini și Marius Panduru  – Inimi cicatrizate
  - Pătru Păunescu  – Dublu
  - Oleg Mutu  – Orizont
  - Barbu Bălășoiu  – Sieranevada

- 2018 George Dăscălescu  – Un pas în urma serafimilor
  - Liviu Pojoni  – Aniversarea
  - Adrian Silișteanu  – Fixeur
  - Silviu Stavilă  – Meda sau Partea nu prea fericită a lucrurilor
  - Andrei Dăscălescu  – Planeta Petrila

- 2019 Vivi Drăgan Vasile  – Moromeții 2
  - Barbu Bălășoiu  – Charleston
  - Marcin Koszalka  – Dragoste 1. Câine
  - Marius Panduru  – În pronunțare
  - Liviu Mărghidan  – Pororoca

## Anii 2020
- 2020 Tudor Mircea  – La Gomera
  - George Chiper-Lillemark  – Nu mă atinge-mă
  - Luchian Ciobanu  – Monștri.
  - Marius Panduru  – Parking
  - Oleg Mutu  – Cărturan

- 2021 Oleg Mutu  – Dragoste 2. America
  - Alexander Nanau  – colectiv
  - Barbu Bălășoiu  – Urma
  - Carmen Tofeni  – Ivana cea Groaznică
  - Radu Ciorniciuc și Mircea Topoleanu  – Acasă

- 2022 Tudor Vladimir Panduru  – Malmkrog
  - Ana Drăghici  – Otto barbarul
  - Cosmin Dumitrache  – România Sălbatică
  - George Dăscălescu  – Luca
  - Marius Panduru  – Câmp de maci

- 2023 Tudor Vladimir Panduru  – Metronom
  - Barbu Bălășoiu  – Balaur
  - George Chiper-Lillemark  – Imaculat
  - Oleg Mutu  – Miracol
  - Ana Drăghici  – Oameni de treabă

- 2024 George Chiper-Lillemark  – Spre nord
  - Andrei Butică  – Boss
  - Alex Sterian  – Libertate
  - Marius Panduru  – Nu aștepta prea mult de la sfârșitul lumii
  - Tudor Mircea  – Visul

- 2025 Andrei Butică  – Săptămâna Mare
  - Boróka Biró, Tudor Platon  – Anul Nou care n-a fost
  - Tudor Mircea  – Horia
  - Vivi Drăgan Vasile  – Moromeții 3
  - Silviu Stavilă  – Trei kilometri până la capătul lumii